# Nicolaaskerk in Tverskoj (Moskou)
De Kerk van de Heilige Nicolaas in Tverskoj (Russisch: Храм Николы Чудотворца у Тверской заставы) is een Russisch-orthodoxe kerk voor oudgelovigen (Russisch: староверы). De kerk is gelegen in het district Tverskoj in Moskou. Tverskoj maakt deel uit van het Centraal Administratieve Okroeg.

## Bouw
De kerk werd aan de vooravond van de revolutie gebouwd. Er werd aangevangen met de bouw in 1914. Toen de revolutie uitbrak was de kerk bijna geheel af, echter de afwerking liep veel vertraging op zodat het hoofdaltaar pas in 1921 kon worden ingewijd. In de klokkentoren werd een kapel ter ere van de profeet Elias ingericht. De architect (A.M. Gurzhienko) ontwierp een kerk in de stijl van de vroege Novgorod architectuur. De kerk heeft een treffende overeenkomst met de Kerk van Onze Verlosser op de berg Nereditsa vlak bij Veliki Novgorod.

## Sluiting
De kerk bleef slechts veertien jaar geopend, in 1935 werd de kerk gesloten. In de jaren 1940 diende de kerk als steunpunt voor de nationale verdediging. De toren en de koepel werden afgeknot. Later werd de kerk een atelier voor een beeldhouwer. Tot slot deed de ontwijdde kerk nog enige jaren als concertruimte dienst.

## Heropening
In 1993 kregen de oudgelovigen het kerkgebouw terug. De eerste dienst vond plaats in de kapel van Elia op 2 augustus 1995. De kerk werd gerestaureerd en kreeg de oorspronkelijke vorm terug. Het gebouw vormt een sterk contrast met de omringende nieuwbouw.